# Académica de Coimbra

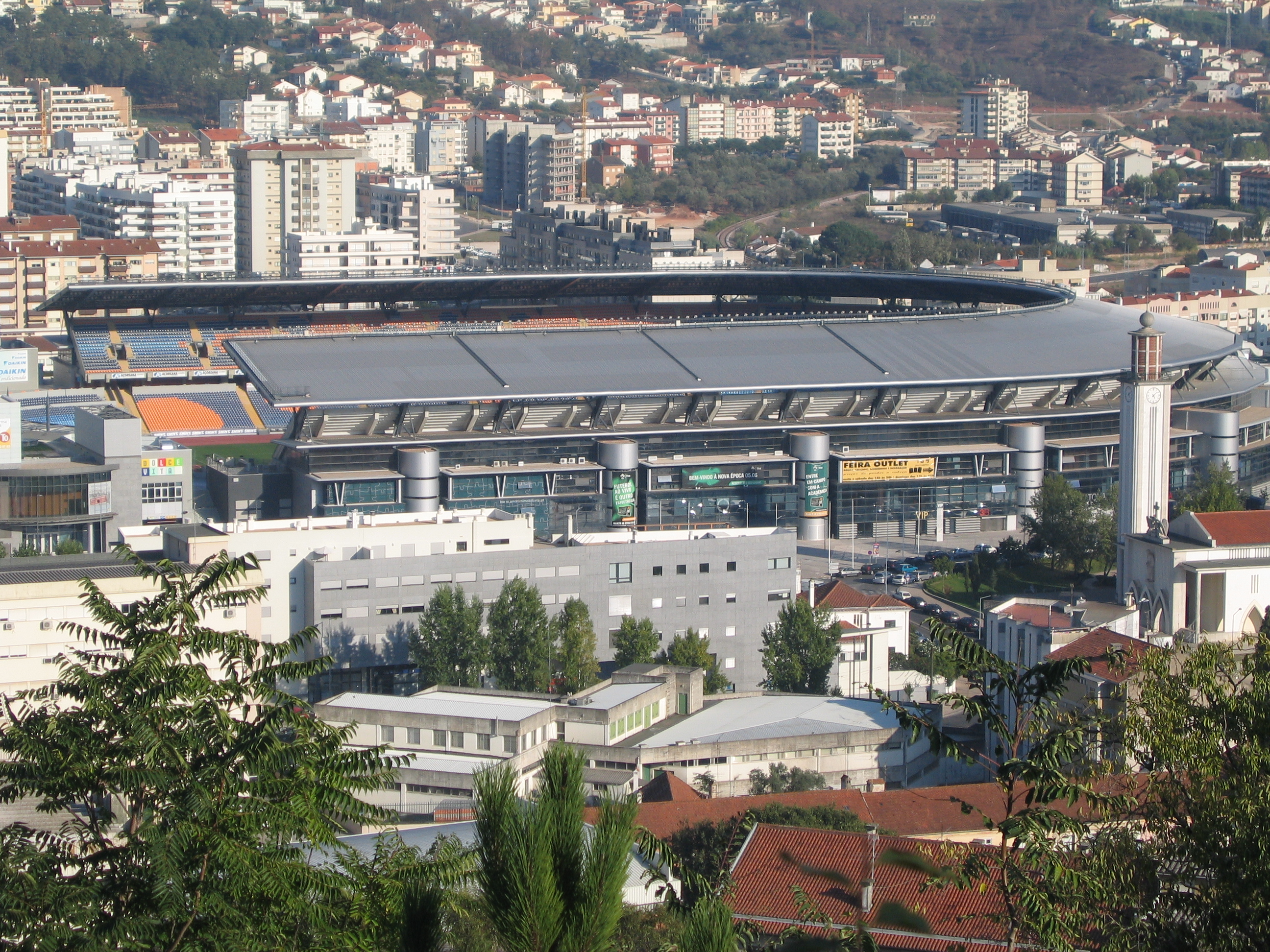
Stadionul Coimbra

Associação Académica de Coimbra – OAF este un club fotbal din Coimbra, Portugalia, care evoluează în Primeira Liga.

## Jucători importanți
- Artur Jorge
- Henrique Hilario
- Banderinha
- Mário Wilson
- José Ribeiro
- Álvaro Magalhães
- Toni
- Sérgio Conceição
- Fernando Couto
- Dimas Teixeira
- Vítor Paneira
- Pedro Roma
- Nuno Piloto
- João Tomás
- Zé Castro
- Fábio Felício
- Filipe Teixeira
- Ivanildo
- André
- Raúl Estévez
- Markus Berger
- Lito
- Damien Tixier
- Néstor Álvarez
- William Tiero
- Ákos Buzsáky
- Khalid Fouhami
- Lucian Marinescu
- Steve Kean
- Dame N'Doye
- Modou Sougou
- Ousmane N'Doye
- Russell Latapy
- Leonson Lewis
- Fatih Sonkaya
- Luis Aguiar
- Horacio Peralta

## Antrenori
- (1980-1981)  Mário Wilson
- (1984-1985)  Jesualdo Ferreira
- (1985-1989)  Vítor Oliveira
- (1995-1998)  Vítor Oliveira
- (1998-1999)  Raul Águas
- (1999-2000)  Carlos Garcia
- (2000-2002)  João Alves
- (2002-2003)  Artur Jorge
- (2003-2004)  João Carlos Pereira
- (2004-2006)  Nelo Vingada
- (2006-2007)  Manuel Machado
- (2007-2009)  Domingos Paciência
- (2009-)  Rogério Gonçalves